# 伊丹市立鈴原小学校
伊丹市立鈴原小学校（いたみしりつ すずはらしょうがっこう）は、兵庫県伊丹市御願塚（ごがづか）6丁目にある公立小学校。
当校児童の6〜7割が西側の鈴原町・南鈴原地区から通ってくる。分離元の伊丹市立南小学校も当校と同じ御願塚2丁目にあり、400m程度しか離れていない。

## 特徴
- 校庭に松の木が立っている。
- バラ園があり毎年表彰されている。バラ園を利用し、毎年5月にはバラ園給食を行っている。
- 市内では3番目に人数が少ない。

## 沿革
- 1974年（昭和49年）4月1日 - 伊丹市立南小学校の校区西部から分離独立し、開校。1学期は南小学校内の仮校舎で授業を行った。
- 1974年（昭和49年）9月1日 - 新校舎の第一期工事完成に伴い、新校舎へ移転。
- 1974年（昭和49年）9月30日 - 校章を制定する。
- 1974年（昭和49年）11月12日 - 開校記念式典を挙行。創立記念日は11月22日とする。
- 1975年（昭和50年）11月13日 - 伊丹小学校から行基町の一部を校区に編入し、翌年度より適用。

## 周辺
- 伊丹市立児童会館 こらくる
  - 伊丹市立わかばこども園
- 伊丹女性児童センター
- 新伊丹郵便局
- 伊丹市立南小学校

## 交通アクセス
- 阪急伊丹線新伊丹駅から西へ600m。
- 伊丹市営バス39系統 児童会館前で下車、西へ200m。

## 著名な出身者
- 桜井周（衆議院議員）

## 通学区域が隣接している学校
- 伊丹市立伊丹小学校
- 伊丹市立南小学校
- 伊丹市立笹原小学校
- 伊丹市立摂陽小学校
- 伊丹市立稲野小学校